# Androcharta compta
Androcharta compta är en fjärilsart som beskrevs av Jan Sepp 1848. Androcharta compta ingår i släktet Androcharta och familjen björnspinnare. Inga underarter finns listade i Catalogue of Life.